# قطعنامه ۱۳۳۴ شورای امنیت
قطعنامه ۱۳۳۴ شورای امنیت سازمان ملل متحد که در تاریخ ۲۲ دسامبر ۲۰۰۰ تصویب شد، سندی بین‌المللی دربارهٔ بررسی وضعیت در سیرالئون است. این قطعنامه طی نشست ۴۲۵۳ام با ۱۵ رای موافق، ۰ مخالف و ۰ ممتنع تصویب شد.